# Радієво
Раді́єво (болг. Радиево) — село в Хасковській області Болгарії. Входить до складу общини Димитровград.

## Населення
За даними перепису населення 2011 року у селі проживали 916 осіб.
Національний склад населення села:
| Національність   | Кількість осіб | Відсоток |
| ---------------- | -------------- | -------- |
| болгари          | 889            | 97,6%    |
| цигани           | 13             | 1,4%     |
| турки            | 3              | 0,3%     |
| інша             | 3              | 0,3%     |
| не визначились   | 3              | 0,3%     |
| Всього відповіли | 911            |          |

Розподіл населення за віком у 2011 році:
Динаміка населення: